# Леліков Юрій Михайлович
Юрій Михайлович Леліков (нар. 27 березня 1949, село Велика Знам'янка, тепер Кам'янсько-Дніпровського району Запорізької області) — український радянський діяч, старший плавильник Нікопольського заводу феросплавів Дніпропетровської області. Депутат Верховної Ради УРСР 11-го скликання.

## Біографія
Освіта середня спеціальна.
З 1968 року — інженер-технолог Астраханської судноверфі імені Кірова. Служив у Радянській армії.
З 1970 року — горновий, з 1975 року — плавильник, старший плавильник Нікопольського заводу феросплавів Дніпропетровської області.
Потім — на пенсії в місті Нікополі Дніпропетровської області.

## Нагороди
- ордени
- медалі